# 青木重誠
青木 重誠（あおき しげまさ、1893年〈明治26年〉3月15日 - 1943年〈昭和18年〉6月29日）は、日本の陸軍軍人。最終階級は陸軍中将。陸士25期首席・陸大32期優等。

## 経歴
石川県金沢市本多町出身。金沢城内に駐屯する歩兵第7聯隊･青木織之助歩兵中尉の長男として生れる。
石川県師範学校附属小学校、金沢第二中学校、名古屋陸軍地方幼年学校、中央幼年学校を経て、1913年(大正2年)5月、陸軍士官学校（25期）741名中を首席で卒業。同期には太平洋戦争開戦時の陸軍省軍務局長武藤章中将、陸軍省人事局長富永恭次中将、参謀本部第一(作戦)部長田中新一中将などがいる。同年12月、歩兵少尉に任官、歩兵第7聯隊附となる。歩兵第七聯隊編纂『聯隊歴史』によると、青木織之助少尉（第7代）、青木重誠少尉（第28代）と親子で歩兵第7聯隊旗手を務めている。
1920年(大正9年)11月、陸軍大学校（32期）を優等で卒業した。以降、陸軍省軍務局附勤務、陸軍兵器本廠附兼軍務局課員(軍事課)、フランス駐在、陸軍技術本部附兼軍務局課員(軍事課)、整備局課員、軍務局課員、兵器本廠附などを経て、1930年(昭和5年)12月、陸軍省副官兼陸相秘書官となり宇垣一成大将（1期）・南次郎大将（6期）・荒木貞夫中将（9期）と三代の陸軍大臣に仕えた。軍務局課員(軍事課)、歩兵第8聯隊附、参謀本部々員、歩兵第7聯隊長、陸軍省人事局補任課長を経て、日中戦争では第2軍参謀副長として出征し、同軍参謀長、第11軍参謀副長、同参謀長を歴任した。1939年(昭和14年)3月、陸軍少将に進級。
陸軍習志野学校長、大本営附などを経て、1941年(昭和16年)10月、陸軍中将となった。太平洋戦争開戦時、南方軍総参謀副長として出征した。1942年(昭和17年)8月、第20師団長となり、ニューギニア戦線に動員され、飛行場建設などに従事中、1943年(昭和18年)6月、マラリアにより戦病死した。この報は、同年6月30日に杉山元から昭和天皇に奏上された。

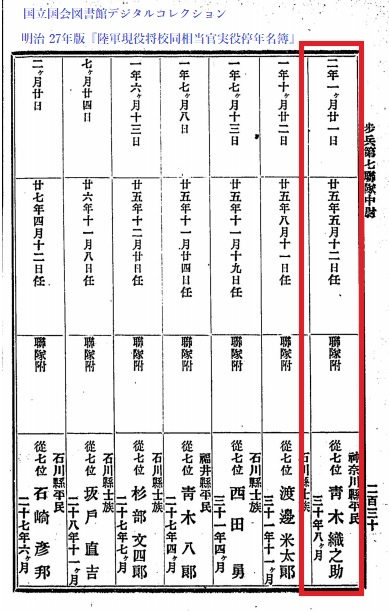
明治27年版「陸軍現役将校同相当官実役停年名簿」中の歩兵中尉青木織之助

聯合艦隊参謀長を務めた元海軍中将草鹿龍之介は、その著「一海軍士官の半生記」のなかで、『（石川県師範学校附属小学校の）同級生の中に青木重誠君が居た。そのお父さんは何でも、日露戦争で名誉の戦死を遂げられたそうであったが、お母さんとお姉さんと三人で、石浦神社の横に住んで居た。彼は非常な勉強家であった。然しいつも私が一番で、彼が二番であった。私は子供心に、気の毒な思ひをした。この勉強不勉強の性格は、後年その結果を如実に現はした。彼は士官学校も、陸軍大学も、恩賜の軍刀をいただいた。そして陸軍中将となったが、惜しいかな、ニューギニアに於て戦没した。』と回想している。

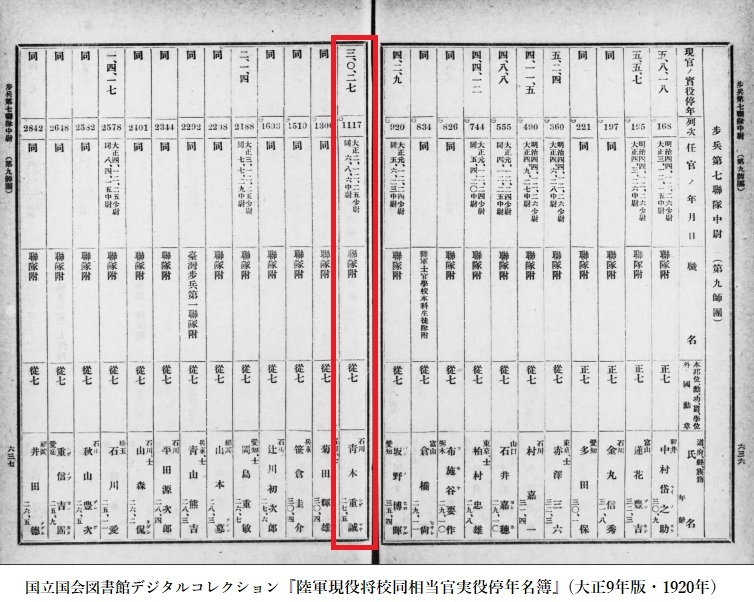
大正9年版「陸軍現役将校同相当官実役停年名簿」中の歩兵中尉青木重誠

余談として、青木重誠の父・織之助については、1894年(明治27年)版の「陸軍現役将校同相当官実役停年名簿」中に第3師団(師団長・桂太郎中将)所属の歩兵第7聯隊中尉として名があるが、確認できる資料としては以降の名簿に名前が見られない。名誉の戦死を遂げられたならば、日清戦争のときの話と思われる。

## 栄典
位階
- 1914年（大正3年）3月20日 - 正八位[6]

外国勲章佩用允許
- 1942年（昭和17年）7月6日 - タイ王国・白象第一等勲章[7]

## 親族
- 父 青木織之助（陸軍歩兵中尉、陸士旧9期）
- 長男 青木誠一（陸軍少尉、陸士58期）[1]